# Vicente Talledo
Vicente Talledo y Rivera (Valencia, 1758 - Madrid, 1820) fue un ingeniero militar español.
Se alistó muy joven en el Regimiento de Artillería de Valencia. Tras una estancia en 1774 en la plaza española de Orán, en la actual Argelia, se graduó en la Academia de Matemáticas de Barcelona y en 1782 ingresó en el Real Cuerpo de Ingenieros. Participó en la Guerra de los Pirineos contra Francia, durante la cual construyó un puente sobre el río Tet. Posteriormente fue destinado a América, al Nuevo Reino de Granada, donde llegó a ser hombre de confianza del virrey Antonio Amar y Borbón. Allí se vio envuelto en las guerras de independencia, luchando en el bando realista.
En 1814 completó un Mapa corográfico del Nuevo Reyno de Granada con la representación más exacta hasta entonces de los actuales territorios de Colombia, Ecuador, Panamá y parte de Venezuela. El original se conserva en Madid pero una copia llegó a manos inglesas y fue publicada en Londres en 1820. Otras copias fueron usadas como fuente por cartógrafos independentistas como Francisco José de Caldas.